# Peter Ramsauer
Peter Ramsauer, né le 10 février 1954 à Munich, est un homme politique allemand de l'Union chrétienne-sociale en Bavière (CSU).
Il est président du groupement provincial de la CSU au Bundestag entre 2005 et 2009, et ministre fédéral des Transports, des Travaux publics et du Développement urbain d'Allemagne entre 2009 et 2013.

## Biographie

### Formation
Il effectue ses études secondaires à Marquenstein, et obtient son Abitur en 1973. Trois ans plus tôt, il suit un an de cours à l'Eton College de Londres.
De 1973 à 1978, il étudie les affaires (Betriebswirtschaftslehre) à l'Université Louis-et-Maximilien de Munich. Il obtient son diplôme en 1979. Six ans plus tard, il décroche son doctorat avec la mention « très bien ».
Par ailleurs, il passe son examen de meunier en 1977 à Stuttgart, puis de maître artisan de cette même profession à Munich en 1980.

### Carrière
Il est le propriétaire de la société Ramsauer Talmühle à Traunwalchen, et occupe le poste d'assistant du professeur Arnold Picot à l'Université Gottfried Wilhelm Leibniz de Hanovre en 1979.

### Personnel
Marié à Susanne Ramsauer, il est père de quatre enfants. Il est par ailleurs lié à Sandra Bullock dans la mesure où elle est une cousine de sa femme, et appartient à l'Église catholique romaine.

## Activités politiques

### Comme membre de la CSU
Peter Ramsauer adhère la Junge Union (JU), organisation de jeunesse de la CDU/CSU, en 1972, puis à l'Union chrétienne-sociale en Bavière (CSU), un an plus tard.
De 1973 à 1975, il préside la section des jeunes chrétiens-sociaux dans le quartier de Traunwalchen, puis celle de la ville de Traunreut pendant deux ans à partir de 1977. Deux ans plus tard, il devient vice-président de la JU du district de Haute-Bavière et ce jusqu'en 1981.
Il occupe pendant quatre ans la présidence de l'organisation dans l'arrondissement de Traunstein à partir de 1983. Cette même année, il est élu vice-président de la Junge Union en Bavière, et présidera notamment le groupe de travail sur la politique économique et financière. Il abandonne ce poste en 1989.
Par ailleurs, Peter Ramsauer préside la section de la JU à Traunreut de 1985 à 1991. Il est actuellement vice-président de la CSU et membre du comité directeur du parti dans le district de Haute-Bavière.

### Au sein des institutions
Il entre au conseil municipal de Traunreut en 1978 et y siège durant treize ans. En 1984, il devient membre de l'assemblée de l'arrondissement de Traunstein, où il siège encore aujourd'hui. Il a fait partie du conseil d'arrondissement entre 1984 et 1990.
Le 2 décembre 1990, il est élu député fédéral de Bavière au Bundestag.
Il devient coordinateur parlementaire (Parlamentarischer Geschäftsführer) de la section des députés de la CSU au sein du groupe CDU/CSU au Bundestag en 1998. Il exerce cette fonction jusqu'en 2005, lorsqu'il devient président de la section et premier vice-président du groupe parlementaire en remplacement de Michael Glos.
Le 28 octobre 2009, Peter Ramsauer est nommé ministre fédéral des Transports, de la Construction et du Développement urbain dans la coalition noire-jaune dirigée par Angela Merkel. Il est le premier titulaire de ce poste, créé en 1998, qui n'est pas issu du Parti social-démocrate d'Allemagne. Il se prononce, en septembre 2010, contre une privatisation de la Deutsche Bahn avant 2013, du fait d'un contexte boursier difficile et de la mauvaise image de la compagnie auprès de l'opinion publique.
Après les élections fédérales de 2013, il quitte le gouvernement et devient président de la commission de l'Économie et de l'Énergie du Bundestag. Il prend quatre ans plus tard la présidence de la commission de la Coopération économique et du Développement.
Le 26 décembre 2023, après la mort de Wolfgang Schäuble, il devient le député le plus ancien en fonction. En février 2024, il annonce qu'il ne se représentera pas aux élections de 2025.